# Popis naselja u New Yorku
Ovo je popis gradova u američkoj saveznoj državi New York.

## B
- Beacon (New York)
- Binghamton (New York)

## C
- Canandaigua (New York)
- Cohoes (New York)
- Corning (New York)
- Cortland (New York)

## D
- Dunkirk (New York)

## E
- Elmira (New York)

## G
- Geneva (New York)
- Glen Cove (New York)
- Glens Falls (New York)
- Gloversville (New York)

## H
- Hornell (New York)

## J
- Johnstown (New York)

## K
- Kingston (New York)

## L
- Lackawanna (New York)
- Little Falls (New York)
- Lockport (New York)
- Long Beach (New York)

## M
- Mechanicville (New York)
- Middletown (New York)
- Mount Vernon (New York)

## N
- North Tonawanda (New York)
- Norwich (New York)

## O
- Ogdensburg (New York)
- Olean (New York)
- Oneonta (New York)
- Oswego (New York)

## P
- Peekskill (New York)
- Plattsburgh (New York)
- Port Jervis (New York)
- Poughkeepsie (New York)

## R
- Rensselaer (New York)
- Rome (New York)
- Rye (New York)

## S
- Salamanca (New York)
- Sherrill (New York)

## T
- Tonawanda (New York)
- Troy (New York)

## W
- Watertown (New York)
- Watervliet (New York)